# آناتاز
آناتاز (به انگلیسی: Anatase) با فرمول شیمیایی TiO2 از مجموعه کانی هاست و از واژه یونانی آناتازیس اخذ شده‌است. غیر محلول در اسیدها - ذوب ناشدنی Ti:59.95% O:۴۰٫۰۵٪ و ادخال‌های Sn , Fe برای اولین بار در سوئیس کشف شد و از نظر شکل بلور: بی پیرامیدال - توده‌های نادر -، رنگ: آبی تیره - زرد - قرمز - قهوه‌ای تا سیاه، شفافیت: نیمه شفاف - کدر (اپاک)، شکستگی: صدفی، جلا: الماسی - چرب - نیمه فلزی، رخ: کامل- مطابق با سطح /۱۰۱/، سیستم تبلور: کوادراتیک و در رده‌بندی اکسید است همچنین خاصیت مغناطیسی ندارد و منشأ تشکیل آن ماگمایی - دگرگونی و در فیلون‌های تیپ آلپی - است.
همایند کانی‌شناسی (پارانژ) آن - بروکیت- روتیل- آلبیت- کوارتز و غیرهآبرفتیقرصی است
، از نظر ژیزمان بلوری - پسودومرف کمیاب است و بیشتر در سوئیس، فرانسه، آمریکا، آفریقای جنوبی یافت می‌شود.